# Juan José Alvarado
Juan José Alvarado (* 1798 in Ciudad de la Esperanza, Departamento Intibucá; † 1857 in Gracias, Departamento Lempira) war vom 15. April 1839 bis zum 27. April 1839 Supremo Director von Honduras.
Er wohnte in Gracias a Díos im Departamento Lempira, wo er als Landvermesser arbeitete. Dort wurde er auch Richter der ersten Instanz und Jefe Político von Gracias.
Er war Mitglied der verfassungsgebenden Versammlung und wurde von diesem Parlament zum Präsidenten gewählt. Am 26. Oktober 1838 unter der Provinzregierung von José María Martinez Salinas hatte sich die Provinz Honduras zum separaten Staat erklärt. Francisco Ferrera beteiligte an der Auseinandersetzung mit der Bundesregierung unter José Francisco Morazán Quezada zu welchen die Separation von Honduras führte. Am 5. April 1839 wurden seine Truppen und die von Nicaragua durch die Truppen von Morazán bei der Schlacht von Espíritu Santo in El Salvador geschlagen. Am 25. September 1839 wurden die Truppen von Honduras in San Pedro Perulapán überrascht und Francisco Ferrera verletzt, worauf er nach Nicaragua flüchtete.
Zum Gesundheitszustand, den Alvarado als Rücktrittsgrund angab hat der politische und militärische Druck von Morazán während seiner Präsidentschaft beigetragen.